# 涅哈耶夫斯卡亚区
涅哈耶夫斯卡亚区（俄语：Нехаевский район）是俄罗斯联邦伏尔加格勒州下辖的一个区，其行政中心为涅哈耶夫斯卡亚。据2016年统计，该区的人口为13824人。